# Isla Bowman
La isla Bowman es una isla cubierta por una gran capa de hielo, de unas dimensiones aproximadas de 24 millas de largo por 2 a 6 millas de anchura, su forma se aproxima al número 8, y está localizado en las coordenadas 65°17′S 103°07′E / -65.28, 103.11. La isla Bowman sobrepasa la barrera de hielo de Shackleton en su lado noreste, que parcialmente incluye la isla, a 25 millas al noreste del cabo Elliott. Descubierta el 28 de enero de 1931, por la Expedición de investigación antártica británica, australiana y neozelandesa (BANZARE) bajo la dirección de Sir Douglas Mawson, quien la llamó así en honor a Isaiah Bowman, entonces director de la Sociedad Geográfica Americana.

## Reclamación territorial
La isla es reclamada por Australia como parte del Territorio Antártico Australiano, pero esta reclamación está sujeta a las disposiciones del Tratado Antártico.
- Datos: Q895473